# Mont-devant-Sassey
Mont-devant-Sassey je francouzská obec v departementu Meuse v regionu Grand Est. V roce 2011 zde žilo 124 obyvatel.

## Sousední obce
Doulcon, Montigny-devant-Sassey, Mouzay, Sassey-sur-Meuse, Saulmory-et-Villefranche, Villers-devant-Dun

## Vývoj počtu obyvatel
Počet obyvatel 